# Semantische Rolle
Semantische Rollen – auch thematische Rollen genannt – sind ein Konzept der Linguistik, mit dem die Bedeutungseigenschaften erfasst werden sollen, die den Ergänzungen eines Prädikats dadurch zukommen, dass sie in Verbindung mit diesem Prädikat interpretiert werden.
Der am meisten betrachtete Fall sind Verben, die Ereignisse bezeichnen: Dann bezeichnen z. B. Subjekt und Objekt des Verbs Teilnehmer dieses Ereignisses, die dabei verschiedene „Rollen“ einnehmen. Beispielsweise kann in dem Satz Die Katze fraß die Maus das Subjekt „die Katze“ als Teilnehmer charakterisiert werden, der das Ereignis verursacht (ein sogenanntes Agens) und das Objekt „die Maus“ als der Teilnehmer, der in dem Ereignis eine Veränderung erfährt (Patiens oder Thema genannt). Diese Rollenvergabe ist abhängig von der Wortbedeutung des Verbs „fressen“ (von dem Subjekt und Objekt auch grammatisch abhängen, da es das Prädikat dieses Satzes bildet).
Bedeutsam ist das Konzept der semantischen Rollen durch Versuche, aus solchen Bedeutungseigenschaften grammatische Eigenschaften von Satzteilen zu erklären, vor allem die Zuordnung von Verbergänzungen zu den syntaktischen Funktionen Subjekt und Objekt. Hierbei wird eine Hierarchie der Rollen erstellt, die die Teilnehmer nach Subjektwürdigkeit und Objektwürdigkeit ordnet. Diese Anordnung dient zur Herleitung des Aktiv-Satzes, also des grammatischen Normalzustandes. Zusätzlich können aber grammatische Prozesse diese Anordnung nochmals abwandeln; dies sind dann Diathesen wie das Passiv. Das Konzept der semantischen Rollen bezieht sich also auf eine tieferliegende Ebene in der Analyse des Satzes, so dass auch Bedeutungsaspekte und grammatische Eigenschaften von Satzteilen analytisch getrennt werden.
Aufgrund des Rückgriffs auf Bedeutungseigenschaften wird in klassischen Theorieansätzen sogar erwartet, dass sich hiermit Bedingungen formulieren lassen, die Sprachuniversalien darstellen, also unabhängig von der Grammatik einer Einzelsprache sind. Semantische Rollen nehmen insbesondere in vielen funktionalistischen, sprachvergleichend orientierten Theorien der Grammatik eine zentrale Rolle ein, sind aber andererseits auch dafür kritisiert worden, dass sie nicht präzise definierbar seien und kein konsistentes System ergäben, das grammatische Muster vollständig vorhersagen kann.

## Geschichte des Begriffs

### Die 1960er Jahre und Fillmores „Kasusgrammatik“
Das Konzept der Semantischen Rollen gewann etwa seit Ende der 1960er Jahre Beachtung. Die linguistische Diskussion war in dieser Zeit stark durch die Rezeption und die Auseinandersetzung mit der Syntaxtheorie von Noam Chomsky bestimmt. Chomsky hatte 1965 mit Aspects of the Theory of Syntax eine Version der Generativen Transformationsgrammatik vorgelegt, die zwar bestimmte semantische Aspekte berücksichtigte, die jedoch nach wie vor der Syntax die zentrale Rolle in der Sprachbeschreibung einräumte. Viele Linguisten bemühten sich in der Zeit nach 1965 die Semantik mehr in den Mittelpunkt der linguistischen Theorie zu rücken. Neben der sogenannten Generativen Semantik (George Lakoff, James D. McCawley (1938–1999)) galt vor allem der Ansatz der Kasusgrammatik als ein wichtiger Versuch zur Integration der Semantik in eine generative Sprachbeschreibung.
Als einflussreichster Beitrag in dieser Anfangsphase kann der 1968 von Charles J. Fillmore verfasste Aufsatz The Case for Case gelten. Er unterschied zwischen grammatischen „Oberflächenkasus“ (Nominativ, Akkusativ, Genitiv, Dativ) und, andererseits, semantisch charakterisierten „Tiefenkasus“ (Agentiv, Instrumental, Faktiv, Lokativ und Objektiv). Diese Tiefenkasus charakterisieren die semantischen Beziehungen der verschiedenen Nominalphrasen, die hauptsächlich durch ein Verb vorgegeben sind.
In dem Satz (1)
```
(1) John öffnet die Tür mit dem Schlüssel
.
```

ist der Oberflächenkasus von Schlüssel der Dativ;
in dem Satz (2)
```
(2) Der Schlüssel öffnet die Tür
.
```

steht Schlüssel im Nominativ.
Nach Fillmores Konzept des Tiefenkasus ist 'Schlüssel' von seiner semantischen Rolle her aber in beiden Fällen Instrumental, auch als Subjekt. Das Subjekt in (1), John, ist hingegen Agentiv.
Neben Fillmores Arbeiten spielen auch die Ansätze von Jeffrey S. Gruber (1967) und Ray Jackendoff (1972) in dieser Anfangsphase eine Rolle. Sie sprechen nicht von Tiefenkasus, sondern von Kasusrollen.

### Chomskys „Theta-Rollen“
Diese Ansätze wurden vielfach rezipiert und in eine ganze Reihe von Grammatikmodellen integriert. In der besonders einflussreichen Version der Generativen Grammatik von Chomsky aus dem Jahre 1981, dem „GB“-Modell (Lectures on government and binding), fand das Konzept dann ebenfalls einen indirekten Niederschlag in dem Begriff der „Theta-Rolle“. Theta-Rollen dienen in dieser Theorie dazu, die Identität einer Verbergänzung im Lauf einer transformationellen Ableitung festzuhalten und zwischen interpretierbaren und nicht interpretierbaren Ausdrücken (wie z. B. einem Expletivum) zu unterscheiden. Chomsky legte sich dabei nicht auf einen bestimmten semantischen Gehalt seiner Theta-Rollen fest, sondern benutzte sie als rein grammatischen Mechanismus. Daher ist Chomskys Begriff der „Theta-Rolle“ von dem der „semantischen Rolle“ zu unterscheiden.

### Semantische Rollen als Problem für die Semantik
Während Grammatiktheorien seither in unterschiedlichem Ausmaß semantische Rollen benutzen, hat die semantische Forschung erst relativ spät begonnen, das Konzept der semantischen Rollen aufzugreifen und zu analysieren. In Arbeiten von David Dowty wurde eine Definition versucht, die den Begriff der semantischen Rolle auf Folgerungen aus einer Prädikatsbedeutung zurückführt (siehe unten: #Ansätze zur Definition von semantischen Rollen). Dowty beurteilte die Durchführbarkeit des herkömmlichen Konzepts der semantischen Rollen aber sehr skeptisch und ersetzte es durch ein Modell, das die Menge semantischer Rollen auf zwei prototypische Kategorien reduziert, d. h. Proto-Agens bzw. -Patiens.

## Grundlagen: Prädikate und Argumente
Semantische Rollen (thematische Rollen) werden den Argumenten eines Prädikats zugeschrieben. In einer logischen Darstellung können die Argumente als geordnete Folge von Variablen zu einem Prädikat notiert werden, z. B. hat das transitive Verb töten zwei Argumente, die in der Reihenfolge dargestellt werden können, die der Hierarchie Subjekt – Objekt in der Grammatik entspricht.
```
töten
 (x,y)
Im Beispiel: 
Die Katze tötete die Maus

entsteht die Belegung: x = 
die Katze
, y = 
die Maus
```

Es wird eine geordnete Folge benötigt, da eine Vertauschung der Belegung im obigen Beispiel eine völlig andere Bedeutung ergeben würde. Die Frage entsteht aber, wodurch solch eine festgelegte Ordnung entsteht. Der Begriff der semantischen Rolle besagt nun, dass inhaltliche Beschreibungen für die Funktion von x und y gegeben werden können, die dann auch die Ordnung der Argumente festlegen.

## Ansätze zur Definition von semantischen Rollen

### (Individuelle) semantische Rollen
Ein Versuch, eine präzise logische Definition semantischer Rollen zu geben findet sich erstmals in Arbeiten von David Dowty, die in den Jahren um 1990 erschienen. Hier wird die thematische Rolle eines Arguments definiert als diejenige Menge von Folgerungen, die aus der Wortbedeutung eines Prädikats über eines seiner Argumente gezogen werden können. Der Begriff „Folgerung“ besagt hierbei, dass die von der Verbbedeutung gegebene Ereignisbeschreibung allein für die Festlegung von Rolleneigenschaften zählt, nicht etwa typische Annahmen über die Situation oder verschiedene Perspektiven, die die Darstellung des Ereignisses im Satz oder Kontext eröffnet.
Dowty gibt hierzu folgende Beispiele (hier ins Deutsche übertragen):
- x ermordet y  /vs./ x tötet y

Aus beiden Verben folgt:
y verändert sich im Ereignis (von lebendig zu tot)
x ist Verursacher der Veränderung
Nur aus ermorden folgt jedoch
x beabsichtigt das Ereignis als solches (da töten im Einzelfall absichtlich oder unabsichtlich sein kann, entsteht keine zwingende Folgerung auf Absicht).
- x überredete y /vs./ x überzeugte y

weist einen ähnlichen Kontrast auf. Aus beiden Verben folgt:
y verändert im Ereignis seine Ansicht über einen Gegenstand
x ist Verursacher dieser Veränderung
Nur aus überreden folgt jedoch
x beabsichtigte das Ereignis als solches (da überzeugen auch dadurch geschehen kann, dass y aus dem was x sagt etwas entnimmt, das seine Überzeugungen verändert, ohne dass x dies beabsichtigt haben muss, also garantiert die Wortbedeutung von überzeugen keine Folgerung auf Absichtlichkeit von x).
Es können für jedes einzelne Verb und für jedes einzelne von dessen Argumenten Listen von Folgerungen aufgestellt werden. Diese bezeichnet Dowty als „individuelle thematische Rollen“ (d. h. für individuelle Argumentpositionen).

### Semantische Rollentypen
Individuelle Rollen sind bereits geeignet, um die Argumente eines einzelnen Verbs voneinander zu unterscheiden. Chomskys Mechanismus der Theta-Rollen, die ein bestimmtes Verb an seine syntaktischen Argumente zuweist, kann ebenfalls als eine Indizierung eines Arguments mit einer individuellen Rolle gesehen werden. Linguistisch interessant ist jedoch hauptsächlich die Frage, welche Klassen von individuellen Rollen gebildet werden können, so dass große Gruppen von Verben und bestimmte grammatische Funktionen allgemein erfasst werden können. Im obigen Beispiel ist z. B. zu sehen, dass das jeweils erste Argument der Verben überreden, überzeugen, ermorden, töten generell als „Verursacher“ bezeichnet werden kann, auch wenn sich hinsichtlich der Folgerung „absichtliche Verursachung“ Unterschiede ergeben. Es ergibt sich somit die Möglichkeit, einen allgemeineren Begriff „Agens“ zu definieren, der nur die Verursachungseigenschaft enthält. Rollen wie Agens werden von Dowty genauer als „Rollentypen“ bezeichnet, sie entsprechen aber dabei dem was im allgemeinen Sprachgebrauch unter „thematischer Rolle“ verstanden wird.
Wenn sich die Beobachtung verallgemeinern lässt, dass alle Argumente mit der Eigenschaft „Agens“ als erstes Argument eines Verbs auftreten, dann besagt dies, dass Regeln für die Zuordnung von semantischen Rollen auf grammatische Funktionen wie Subjekt und Objekt aufgestellt werden können: zum Beispiel dass ein Agens immer der Subjektposition zugeordnet werden muss (soweit es die Verbbedeutung betrifft, und bevor grammatische Regeln ansetzen, die etwa bei Infinitiven oder Passivsätzen das Erscheinen eines Agens als Subjekt blockieren). Solche Zuordnungen bezeichnet man als „Linkingregeln“ (Rollen werden mit syntaktischen Positionen „verlinkt“) oder Regeln der Argumentprojektion (d. h. Projektion aus der Semantik in die Grammatik).
Um eine allgemeine Theorie des Linking von Argumenten in die Syntax auf semantischen Rollentypen wie Agens etc. aufzubauen, ist es nun nötig, eine begrenzte Menge von Rollentypen festzulegen, die alle Argumentpositionen aller Verben abdecken, und diese in eine Hierarchie zu bringen, aus der sich ablesen lässt, welches von mehreren Argumenten eines Verbs zuerst Anspruch auf die Subjektposition hat und welches Objekt wird. Dies wird in verschiedenen Grammatikmodellen versucht. In der Role and Reference Grammar, einem überwiegend funktionalistischen Syntaxmodell, das sich stark auf Bedeutungseigenschaften stützt, wird z. B. folgende Liste vorgeschlagen: Dabei besteht die Übereinkunft, dass die Bezeichnungen für die semantischen Rollen groß geschrieben werden.
- AGENS (Verursacher, typischerweise bewusst)

Subjekte von Verben wie geben, töten, tanzen
- EXPERIENCER (Träger einer Wahrnehmung)

Untertyp: COGNIZER (Subjekte von Verben wie denken, glauben)
Untertyp: PERCEIVER (Subjekte von Verben wie sehen, fühlen)
Untertyp: EMOTER (Subjekte von Verben wie lieben, hassen)
- RECIPIENT (Empfänger)

Dativ-Objekte von Verben wie jemandem etwas geben
- STIMULUS

Akkusativ-Objekte von Verben wie sehen, hören, mögen
- THEMA (im engen Sinn, s. u.: Träger einer Lokalisierung)

Akkusativ-Objekte von Verben wie verschieben (trans.)
Subjekte von Verben wie sich (an einem Ort) befinden, steigen
- PATIENS (Betroffener einer Einwirkung oder eines Zustandswechsels)

Akkusativ-Objekte von Verben wie schlagen
Akkusativ-Objekte von Verben wie zerbrechen (trans.), töten
Subjekte von Verben wie zerbrechen (intrans.), sterben
Linkingregeln, die sich auf der Grundlage dieser Liste formulieren lassen, können dann lauten (für transitive Verben mit 2 Argumenten):
- Das Argument, dessen semantische Rolle sich relativ weiter oben auf der Hierarchie befindet, wird Subjekt.
- Das Argument, dessen semantische Rolle sich relativ weiter unten befindet, wird direktes Objekt.

Solche in der Literatur weit verbreitete Listen von Rollentypen sind aus methodologischen Gründen (z. B. von Dowty) kritisiert worden, weil keine wohldefinierte Prozedur ersichtlich ist, die entscheidet, welche Zusammenfassungen getroffen werden sollen, und weil nicht klar ist, dass irgendeine derartige Liste je alle Verbbedeutungen mit allen ihren Argumentstellen vollständig abdecken kann. Andere Autoren nehmen in der Tat andere Einteilungen vor (in einem deutschen Werk zur Satzsemantik, das thematische Rollen aufgreift, setzt Peter von Polenz beispielsweise 19 verschiedene Rollen an). Rollen, die in anderen Aufstellungen oft angesetzt werden, aber in der obigen Variante fehlen, sind z. B.:
- INSTRUMENT
- Unbelebte VERURSACHER (wie etwa Naturkräfte; oder in einem anderen Sinn logische Sachverhalte bei Verben die logische Beziehungen ausdrücken), diese werden teils der Agensrolle zugeschlagen oder von ihr getrennt angesetzt.
- LOKATION, also räumliche Bezugsobjekte („etwas umkreisen“)
- etc.

Sehr viele Rollenlisten unterscheiden andererseits nicht eigens zwischen THEMA und PATIENS. Die klassische, enge Definition des Themas nach J. Gruber besteht darin, dass es ein Teilnehmer ist, der lokalisiert wird oder seinen Ort verändert. Von da aus wird oft auf einen Träger einer beliebigen, auch nicht-räumlichen, Eigenschaft erweitert bzw. einer entsprechenden Zustandsveränderung. Zusätzlich wird manchmal auch das „Patiens“ (im Sinne der obigen Liste) dazugeschlagen, sodann auch erzeugte Objekte (Faktitiv, „einen Brief schreiben“). Manchmal wird die Rolle Thema auch bis hin zu einer allgemeinen Restklasse ausgedehnt.
Oft bleibt auch unklar, wie Ergänzungen im Inneren von Präpositionalausdrücken behandelt werden sollen: Diese können Gegenstände bezeichnen, denen man eine Rolle für das Ereignis zuschreiben kann, aber sie hängen nicht direkt vom Verb ab (z. B. „Paula reiste nach Afrika / rannte vom Spielfeld“).
Die Frage, wie eine endgültige Liste von Rollen(typen) aussehen sollte, ist in der Literatur nie abschließend entschieden worden.

### Proto-Rollen
In seinem sehr einflussreichen Aufsatz aus dem Jahr 1991 beurteilte David Dowty die Möglichkeit eines Systems von Rollentypen, das jedem syntaktischen Argument genau eine thematische Rolle aus einer eng begrenzten Liste zuweist, sehr skeptisch:
„Damit solche Systeme funktionieren – in einem Ansatz, in dem die Rollen Agens, Thema, Ziel etc. eine explizite semantische Deutung erhalten, – müsste es sich zeigen, dass die Bedeutungen aller natürlichsprachlichen Prädikate von einer ganz besonderen Art sind: Für jedes Verb in der Sprache müsste es möglich sein, das was das Verb über jedes seiner Argumente zu folgern erlaubt, klar und definitiv irgendeiner offiziellen thematischen Rolle zuzuordnen – es könnte nicht zugelassen werden, dass eine Folgerung einmal über zwei Rollen in der Schwebe bleibt oder „in die Ritzen“ zwischen zwei Rollen fällt. Und was die Verbbedeutung über jedes Argument an Folgerungen erzeugt, muss immer so distinkt sein, dass zwei Argumente [d. h. desselben Verbs] niemals unter dieselbe Rollendefinition fallen. Das ist eine sehr starke empirische Behauptung über die Prädikate natürlicher Sprachen, und, sobald wir versuchen zu präzisieren, was Agens, Patiens etc. genau bedeuten, ist sie allzu sehr Schwierigkeiten und augenscheinlichen Gegenbeispielen ausgesetzt.“
Dowty schlägt vor, den Problemen einer Systematik semantischer Rollen zu entgehen, indem keine vollständige Abdeckung aller Argumentstellen aller Prädikate durch ein einheitliches Beschreibungsraster angestrebt wird, sondern die Formulierung von semantischen Rollen nur auf das Problem ausgerichtet wird, welche Bedeutungsfaktoren für die Anordnung von Subjekt und Objekt in transitiven Konstruktionen verantwortlich sind. Es ergeben sich damit nur zwei Pole, zwischen denen alle Folgerungen angeordnet werden können, Dowty nennt sie „Proto-Agens“ und „Proto-Patiens“, und fasst jede dieser beiden als prototypisch organisierte Kategorien auf, d. h. eine Schar von Merkmalen, die aufgrund vielfältiger Ähnlichkeitsbeziehungen untereinander einen Zusammenhang bilden, aber für die es kein durchgängig gemeinsames Merkmal geben muss.
Dowty identifiziert eine Schar von Bedeutungsmerkmalen, die ein Argument subjektwürdig machen, die sogenannten Proto-Agens-Eigenschaften:
- Willentliche Beteiligung in einem Ereignis bzw. Zustand
- Empfindung oder Wahrnehmung
- Verursachung eines Ereignisses oder einer Veränderung im anderen Teilnehmer
- Bewegung relativ zum anderen Teilnehmer
- evtl. auch: Existenz unabhängig vom Ereignis

Als semantische Eigenschaften, die ein Argument für die Stelle des Objekts in der transitiven Konstruktion prädestinieren (Proto-Patiens-Eigenschaften) identifiziert er:
- Der Teilnehmer erfährt eine Veränderung
- Der Teilnehmer ist inkrementelles Thema
- von einer Kausalwirkung durch einen anderen Teilnehmer betroffen
- stationär relativ zum anderen Teilnehmer
- keine vom Ereignis unabhängige Existenz des Teilnehmers, bzw. Nichtexistenz.

Weder gibt es einen gemeinsamen Nenner in jeder der Kategorien, noch sollen Teilnehmerrollen eindeutig genau einer solchen Eigenschaft entsprechen. Die von Dowty vorgeschlagene Linkingregel besagt, dass derjenige Teilnehmer als Subjekt codiert wird, der relativ mehr Proto-Agens bzw. relativ weniger Proto-Patiens-Eigenschaften auf sich vereint. Es werden also sehr flexibel verschiedenartige „Ballungen“ (Cluster) von Merkmalen betrachtet. Es gibt daneben aber auch Grenzfälle, wo ein Argument nur durch genau eine der vielfältigen Proto-Agens-Eigenschaften zum Subjekt bestimmt wird (wobei es aber wie gesagt keine einheitliche Definition gibt, unter die alle Fälle passen), z. B.:
- Willentliche Beteiligung allein: Hans ignorierte Maria, Hans weigerte sich zwei Tage lang, zu essen
- Wahrnehmung allein: Hans kennt / fürchtet Maria
- Verursachung allein: Einsamkeit verursacht Depressionen
- Relative Bewegung allein: Die Sonde passierte den Planeten
- Unabhängige Existenz allein: Hans braucht ein neues Auto (hier muss das Objekt nicht existieren)